# Brîcikivka
Brîcikivka (în ucraineană Бричківка) este localitatea de reședință a comunei Brîcikivka din raionul Poltava, regiunea Poltava, Ucraina.

## Demografie
Componența lingvistică a localității Brîcikivka
     Ucraineană (94,05%)
     Rusă (5,44%)
     Alte limbi (0,17%)
Conform recensământului din 2001, majoritatea populației localității Brîcikivka era vorbitoare de ucraineană (94,05%), existând în minoritate și vorbitori de rusă (5,44%).